# Moinho Matarazzo
O Moinho Matarazzo é um prédio industrial tombado no bairro do Brás, zona central da cidade de São Paulo. Localizado na esquina da Rua Monsenhor Andrade com a Rua do Bucolismo, o edifício foi tombado oficialmente em 1992 pelo CONPRESP (Conselho Municipal de Preservação do Patrimônio Histórico, Cultural e Ambiental da Cidade de São Paulo), devido a sua importância para a memória dos trabalhadores, seu valor urbanístico representado pela ocupação industrial ao longo das ferrovias no bairro do Brás e seu valor histórico-arquitetônico, ambiental e afetivo.
Construído na virada do século XIX para o XX, sob a demanda próspero imigrante italiano, Francesco Matarazzo, o moinho foi projetado pelo arquiteto Nicolau Spagnolo e fundado em 1900.
O edifício foi a maior unidade industrial do inicio do séc. XX, em São Paulo, tendo sido propriedade das Industrias Reunidas F Matarazzo (IRFM). 
Durante o século XX, o moinho foi usado para a moagem e estocagem de trigo e algodão, além de comportar uma oficina para consertos e para a confecção de embalagens sacos.
Não se deve confundi-lo com o Moinho Central, também localizado no Centro de São Paulo, mas no bairro de Campos Elísios.

## História
Em 1881, o imigrante italiano Francesco Matarazzo desembarcou no Brasil e estabeleceu residência na cidade de Sorocaba, no interior de São Paulo, onde irá prosperou com o comércio de banha de porco. Apenas nove anos depois, em 1890, ele se mudou para a capital do estado, São Paulo, onde criou a Companhia Matarazzo S.A (referenciada também como Francisco Matarazzo & Co) e passou a investir na importação de trigo e algodão dos Estados Unidos.

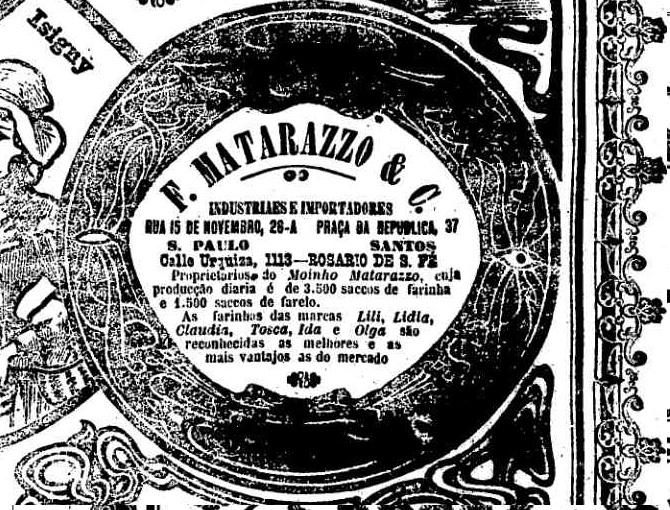
Nota sobre o Moinho no jornal "O Estado de S. Paulo", edição de 05 de junho de 1904, p.07

Em 1898, com a Guerra Hispano-Americana, os negócios de Matarazzo com os Estados Unidos enfraqueceram, algo que o fez focar na produção de farinha de trigo no Brasil. Além disso, a virada do século marcou também a expansão do mercado consumidor de São Paulo, reflexo do estabelecimento de imigrantes italianos, cuja alimentação era baseada em produtos feitos à base de farinha de trigo. Dessa maneira, percebendo a favorabilidade do mercado, Francesco Matarrazo solicitou à Junta Comercial de São Paulo e à Intendência de obras uma autorização para construir um novo de depósito para moagem e estocagem de farinha de trigo.

Depois disso, Matarazzo obteve uma concessão de crédito no London and Brazilian Bank e contratou o arquiteto Nicolau Spagnolo para   

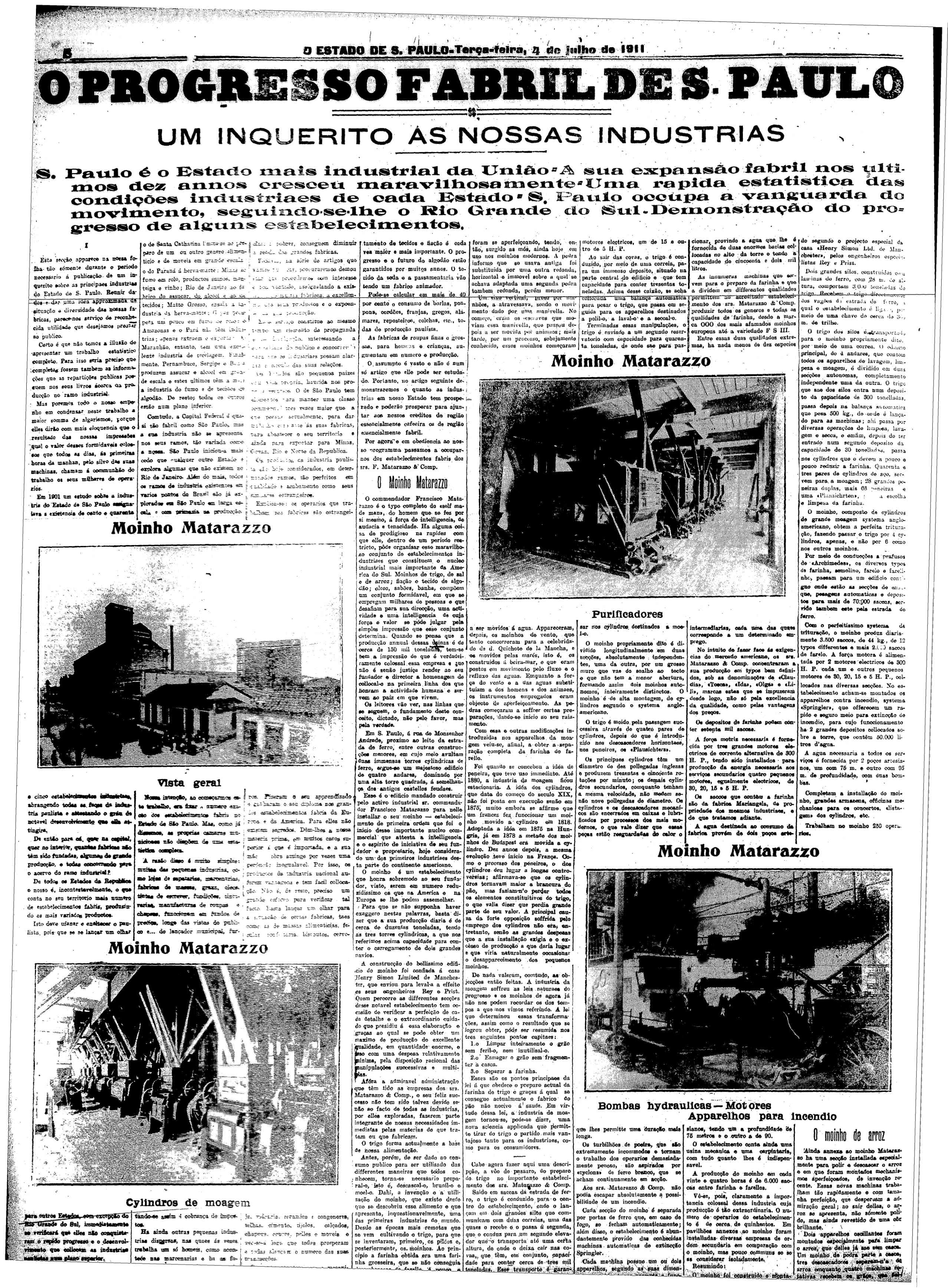
Matéria sobre o avanço industrial na cidade de São Paulo, mencionando o Moinho Matarazzo, publicada no jornal "O Estado de S. Paulo", edição de 04 de julho de 1911, p.10

desenhar a planta de um prédio industrial. As especificações técnicas para o projeto foram delineadas pelos engenheiros britânicos, Henry Simon e H.A Jordan, cuja fábrica de maquinários também vendeu os equipamentos necessários para o desenvolvimento do moinho. As caldeiras adicionadas no moinho foram importadas da Hornsby, firma também inglesa. A assentamento das máquinas foi  
executado pelo engenheiro Sr. Wray, enquanto as caldeiras e o vapor foram medidos pelo engenheiro Owon. O engenheiro chefe do projeto foi Henrique Schulman, professor da Escola Politécnica e membro da Companhia Mecchanica.
Na época, a escolha pelo bairro do Brás se deveu pela baixa ocupação do local, o baixo valor imobiliário e também por sua proximidade com a linha de ferro da São Paulo Railway, um facilitador para o recebimento das cargas de trigos da Argentina e Estados Unidos, bem como da escoação da produção para o porto de Santos.
O moinho custou ao todo mil e quinhentos réis, sendo inaugurado em março de 1900, com a presença de autoridades locais, cônsules italianos e alemães, intelectuais da Escola Politécnica.
O jornal Correio Paulistano noticiou após a inauguração do moinho que:
"O edifício principal em secções de força motora, da limpeza do trigo, e em seccção da moagem propriamente dita do trigo, farinha e de depósitos para o carvão. A seccção de força motora contém poderosas caldeiras de força de 340 cavalos, de onde o vapor é conduzido com a pressão de 140 libras para a máquina a vapor, colocada em outro salão... A secção de limpeza de trigo é a segunda e ocupa uma parte inteira do edfício, que é de quatro andares. Subindo do primeiro até o último andar se encontram os grandes depósitos de trigo, servidos por grandes elevadores que recebem trigo de uma balança automática. Daqueles depósitos passa o trigo para numerosos ventiladores e separadores destinados a apartar corpos estranhos... A capacidade produtora do estabelecimento é de 1000 sacas de farinha por dia e representa apenas uma terça do consumo de todo o Estado de S. Paulo. O Estabelecimento está construído para receber mais um número igual de maquinismo que já existem ali, para desse modo dobrar a sua capacidade"

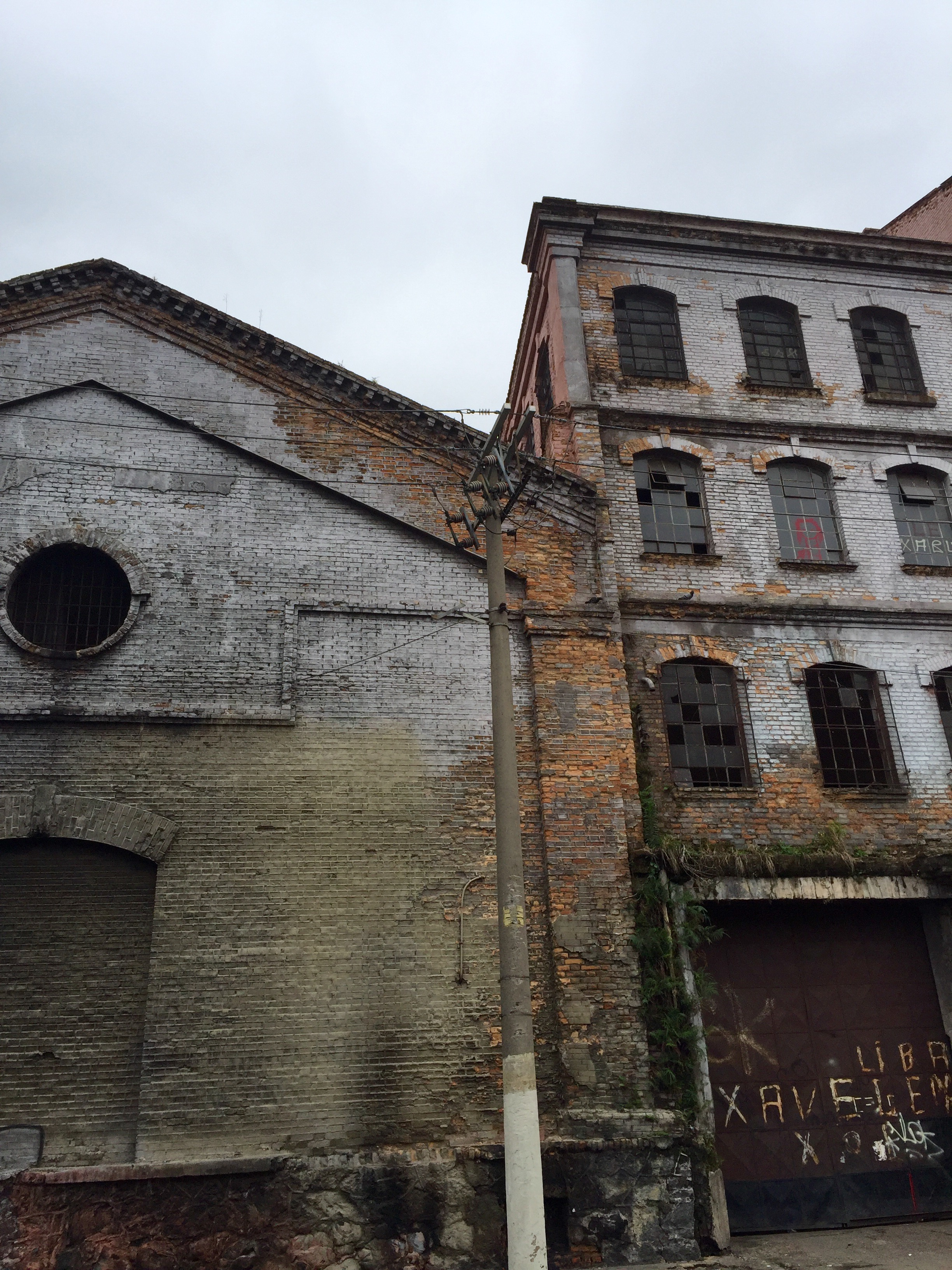
Detalhes do anexo do Moinho

Em 1904, ano em que Tecelagem Mariângela é inaugurada em suporte ao Moinho, o jornal "O Estado de S. Paulo" divulgou um anúncio das F. Matarazzo & Co em 5 de junho mencionando que o Moinho produzia diariamente 3,5 mil sacos de farinha e 1 500 sacos de farelo. Nesse mesmo período, o governo republicano disponibilizou uma nova política de incentivos para investimentos, algo que beneficiou as indústrias Matarazzo e permitiu a implantação de uma tecelagem do prédio em frente ao Moinho, na rua Monsenhor de Andrade. A Tecelagem Mariângela expandiu sua produção com rapidez, sendo considerada em 1918 uma das maiores do Estado de S. Paulo e empregando 600 operários. Assim, nos anos seguintes, o moinho empregou cerca de 500 operários e conseguiu produzir por dia seis mil sacos de farelo e farinha.
O Moinho foi palco também de reivindicações dos primeiros movimentos grevistas de São Paulo, que se iniciaram em 1906, com a paralisação das atividades da Companhia Paulista de Estradas de Ferro, seguida por forte repressão policial e demissões. Em 1907, uma comissão de funcionários do Moinho Matarazzo reivindicou à direção do local um aumento nos salários e uma redução na jornada de trabalho, demandas que não foram atendidas e sofreram repressão da polícia. Em resposta, os operários do Moinho paralisaram as operações fabris. A greve foi concluída somente após um acordo de redução da jornada de trabalho para 10 horas. 
Em Novembro de 1911, Francesco Matarazzo requisitou a alteração de nome da "Francisco Matarazzo & Co" para "Indústrias Reunidas Fábricas Matarazzo", dispondo como sua propriedade os estabelecimentos de fiação e tecelagem, malharia e tinturaria, fábrica de óleos, fábrica de sabão, moinho de trigo, engenho de beneficiamento de arroz e depósitos e armazéns. 
Entre os anos de 1915 e 1920, o Moinho passou por cinco expansões estruturais, comandadas pelo construtor Antonio Fiore, como o aumento das fábricas e dos armazéns, a fim de dobrar sua produção e empregar mais funcionários.
O moinho funcionou até o final dos anos 1970, quando o Conde Francesco Matarazzo já havia falecido há mais de trinta anos e seu patrimônio fora herdado por sua neta Maria Pia Matarazzo. 

## Características Arquitetônicas

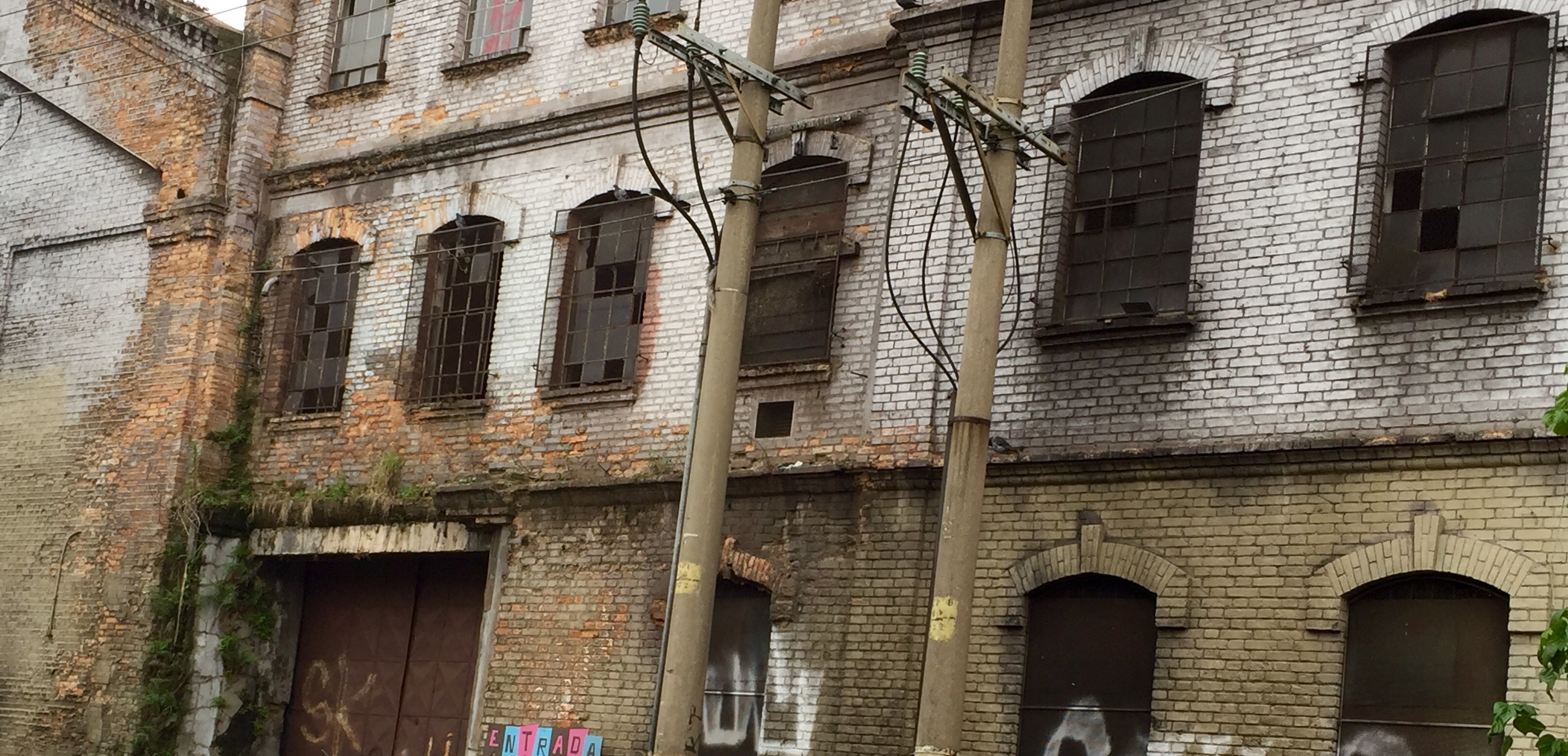
Detalhe das janelas de estrutura metálica do Moinho

O Moinho Matarazzo foi construído seguindo padrões da arquitetura inglesa. O tamanho do edifício contrastava com as residências simples e terrenos vazios da vizinhança. Entre os anos de 1913 e 1930, o Moinho Matarazzo expandiu.
O edifício principal do moinho tem quatro andares e uma área de 5 800 m². Seu conjunto de prédios, incluindo depósitos anexos, ocupa a quadra, em formato triangular, das ruas Monsenhor de Andrade, Bucolismo (antigamente rua Flórida) e a Estrada de Ferro Santos-Jundiaí. A base do projeto foi a alvenaria de tijolos vermelhos, numa fachada sóbria, pesada com simetria de planos e estrutura metálica. As paredes elevadas e com janelas abertas ao alto permitiam que os chefes de secção vigiassem constantemente os funcionários. Ademais, o moinho, apesar de simétrico, pode ser divido em três partes independentes, o moinho em si, os depósitos e as áreas de limpeza.

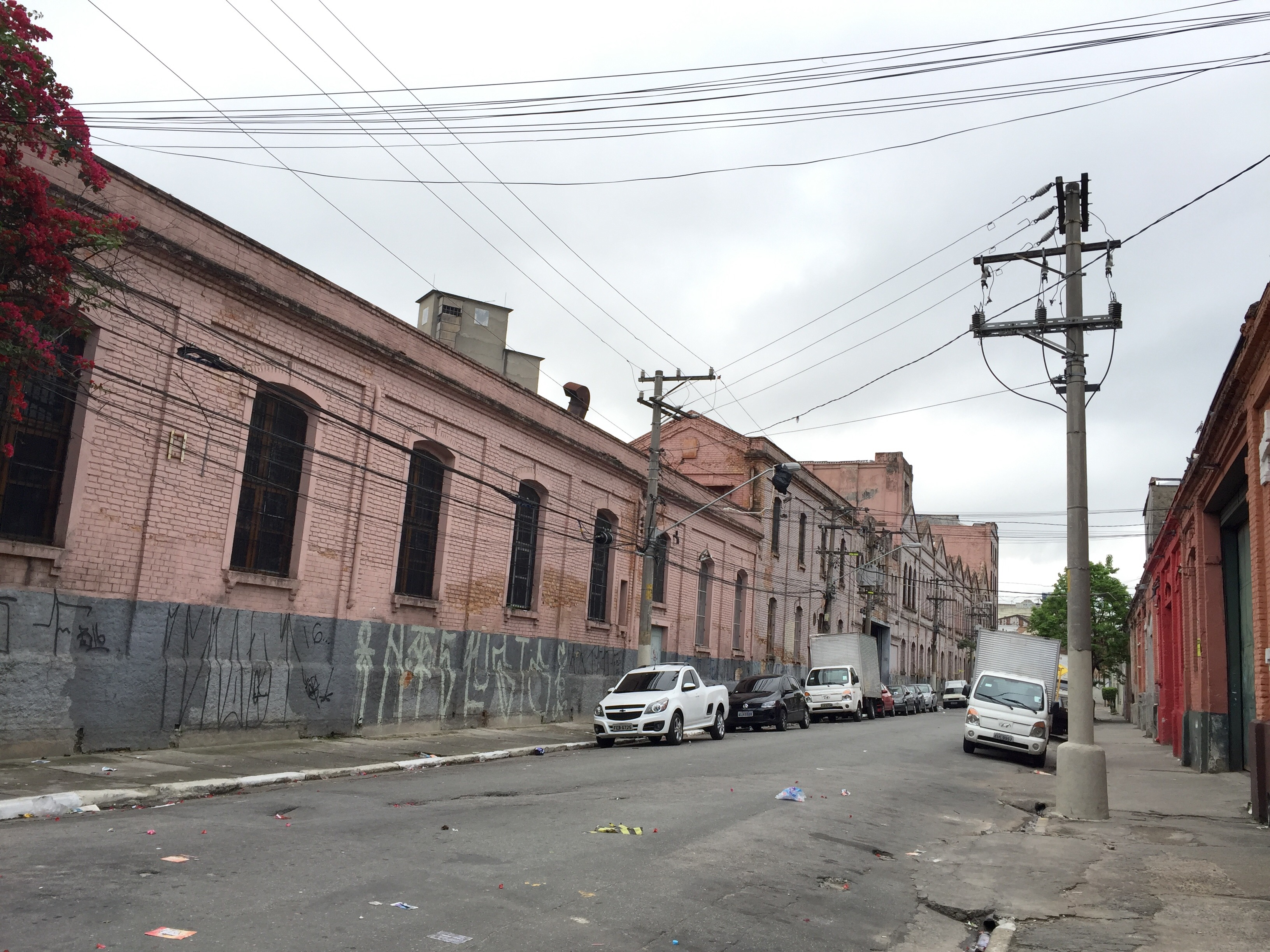
Moinho Matarazzo, vista pela rua Bucolismo

A fachada principal do moinho possui 42,2 metros e está dividida entre o andar térreo e mais três andares de janelas sobrepostas - ao todo são 13 janelas de 2,2 metros de altura por 1,3 metros de largura. Há um corpo central mais alto no prédio, 5,8 metros acima da cobertura que funciona para dividir a construção em duas partes. A fachada lateral, no entanto, tem 17,5 metros de comprimento.
O relatório técnico, produzido a pedido do Departamento do Patrimônio Histórico de São Paulo, em 1990, após iniciado o processo de tombamento do edifício comenta que "o imóvel em estudo mantém, até os dias de hoje, as suas características originais com pequenas alterações tais como: fachamentos de alguns vãos, instalações de águas pluviais externas a sua fachada, além de substituição do telhado".

## Significado Histórico e Cultural
Os edifícios construídos no Brás, próximos à ferrovia e a Rua do Gasômetro, sobretudo aqueles projetados sob encomenda do empresário Francesco Matarazzo, como é o caso do Moinho e da Tecelagem Mariângela, são considerados símbolos do desenvolvimento industrial da cidade de São Paulo
Segundo a pesquisadora Maria José Marcondes, o Moinho "evidencia as transformações na cidade com o surgimento de construções de influência ‘manchesteriana’ no início do século passado. Da Fábrica Matarazzo, na Água Funda, sobraram apenas as chaminés”.

### Processo de Tombamento

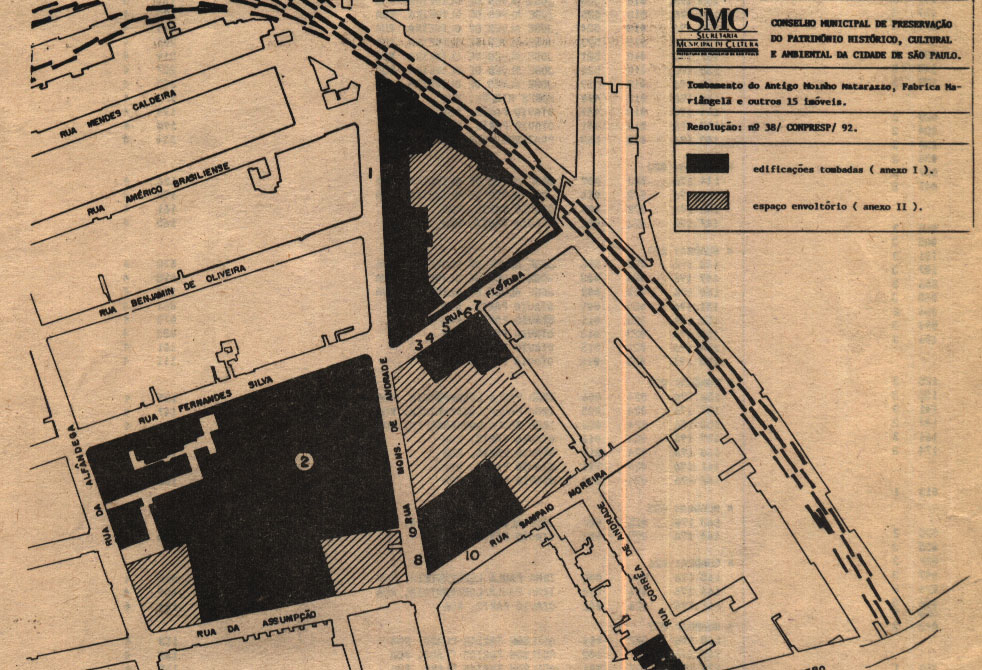
Mapa do Moinho Matarazzo, segundo a Resolução 38/92 do CONPRESP

Em 1989, o cidadão paulistano Waldir Salvadore enviou uma carta a então prefeita da cidade de São Paulo, Luiza Erundina, refutando o processo de tombamento da Mansão Matarazzo, localizada na Avenida Paulista, que seria utilizada para a criação de um Museu do Trabalho. Segundo ele, seria muito mais coerente que um museu sobre a memória dos trabalhadores fosse criado em um antigo prédio industrial. Salvadore pontuou que "a título de sugestão... um local fabuloso para a instalação da Casa de Cultura do Trabalhador seria o belíssimo (e abandonado) prédio do Moinho Matarazzo no bairro do Brás que, ao contrário dos casarões da Paulista, está totalmente fora da órbita da especulação imobiliária". O autor da carta menciona também que o Brás fora o primeiro bairro de concentração operária e palco de diversas lutas dos trabalhadores, como a Greve Geral de 1917.
Ao ser analisado às condições arquitetônicas do edifício e seu valor histórico, foi notada a associação do Moinho Matarazzo com a Tecelagem Mariângela, prédio também localizado na rua Monsenhor de Andrade e propriedade das Industrias Reunidas Matarazzo, cujo  

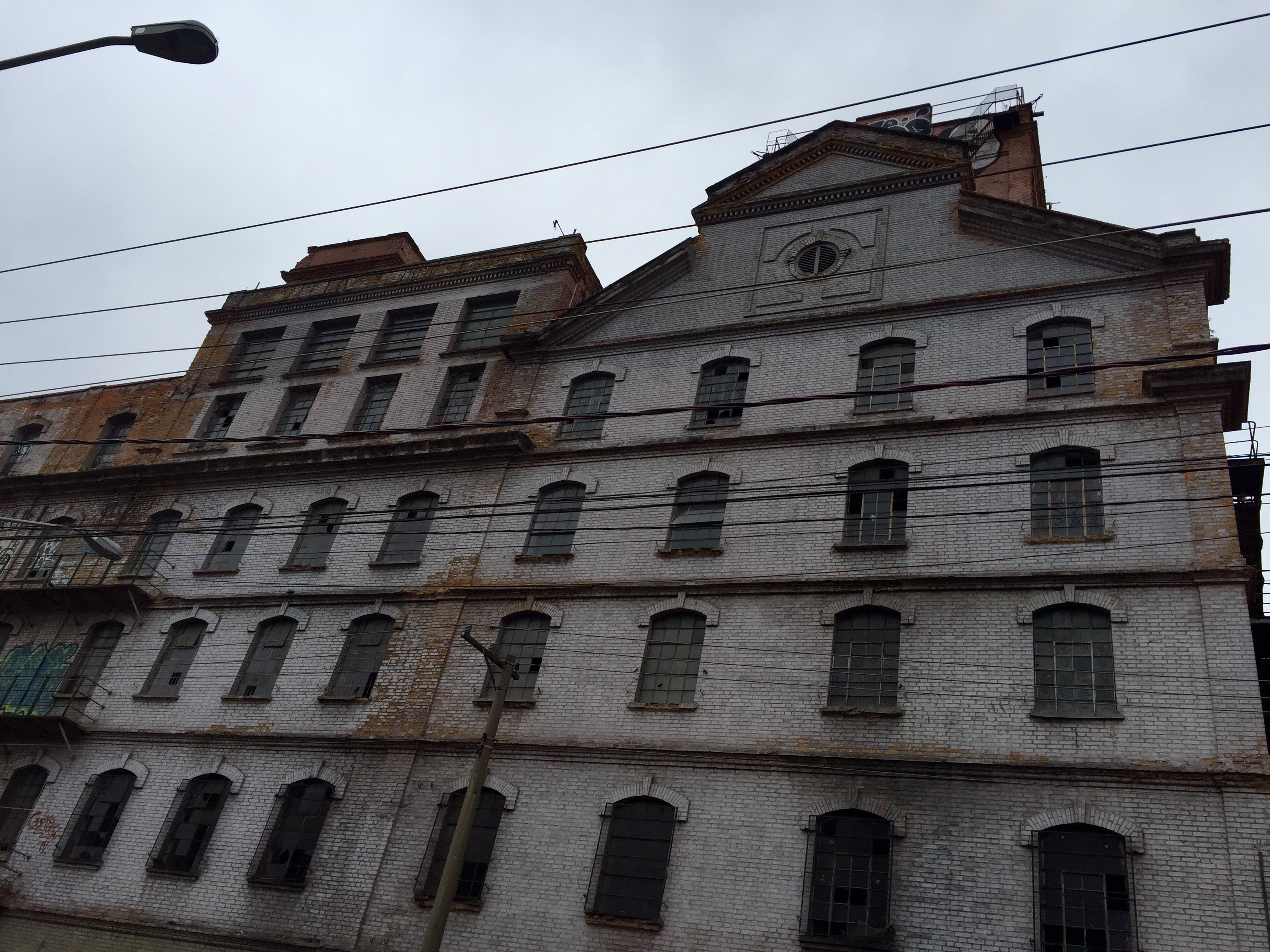
Detalhe da fachada principal do Moinho

funcionamento, construção e expansão foram correlatos ao desenvolvimento do Moinho. Tanto que a Tecelagem foi inaugurada em 1904, devido à demanda de produção do moinho na rua da frente, algo que tornou o tombamento dos edifícios como indissociáveis.
Em nota divulgado na Folha de S. Paulo de 27 de março de 1990, o CONPRESP declarou, segundo a resolução 2,3,4 e 5/90, a abertura do processo de tombamento do Moinho Matarazzo e da Tecelagem Mariângela.
Após iniciado o pedido de tombamento dos prédios foi enviado um ofício aos possíveis proprietários dos imóveis em questão. O ofícios foram endereçados aos responsáveis pelo Espólio do Conde Francisco Matarazzo, à Curadoria do Meio Ambiente, ao Condephaat e ao Grupo Comolatti (proprietário oficial nos anos 1990). Durante o pedido de tombamento, o Moinho era usado para estocagem de fardos de algodão e fazia parte do Grupo Comolatti, um conjunto de empresas de peças automotivas. A Tecelagem Mariângela era usado como o centro comercial "Shopping da Construção".
O Moinho Matarazzo e a Tecelagem Mariângela foram tombadas segundo as classificações de nível de proteção 1 e 2, que garantem a preservação de sua arquitetura externa, das áreas de circulação internas e de sua arquitetura externa.

## Estado Atual
O conjunto de prédios do moinho apresenta-se em processo de degradação, por sua falta de conservação, desuso e pichações.
De 2003 a 2016, o restaurante Santa Rosa do Brás funcionou semanalmente, nos horários de almoço, no espaço do moinho. O restaurante, pertencente ao grupo Boa Mesa, foi transferido para outro endereço no bairro do Brás. Atualmente, o moinho é alugado para eventos, como uma festa de Halloween em 2015 da grife Auslander e um desfile de moda da grife Cavalera em abril de 2016.

## Galeria de Fotos

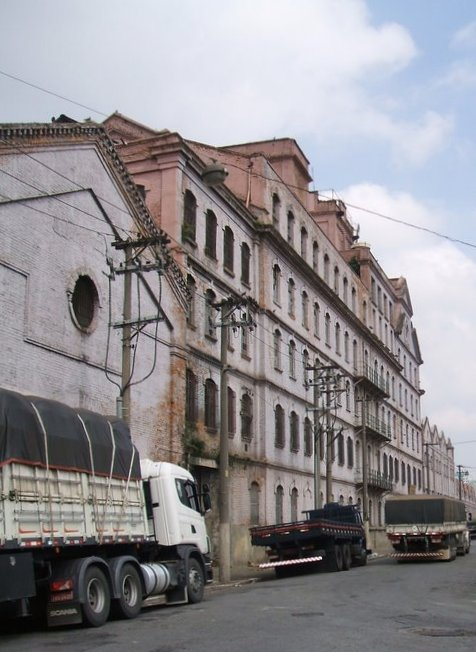
Fachada do Moinho Matarazzo com vista pela rua Monsenhor de Andrade
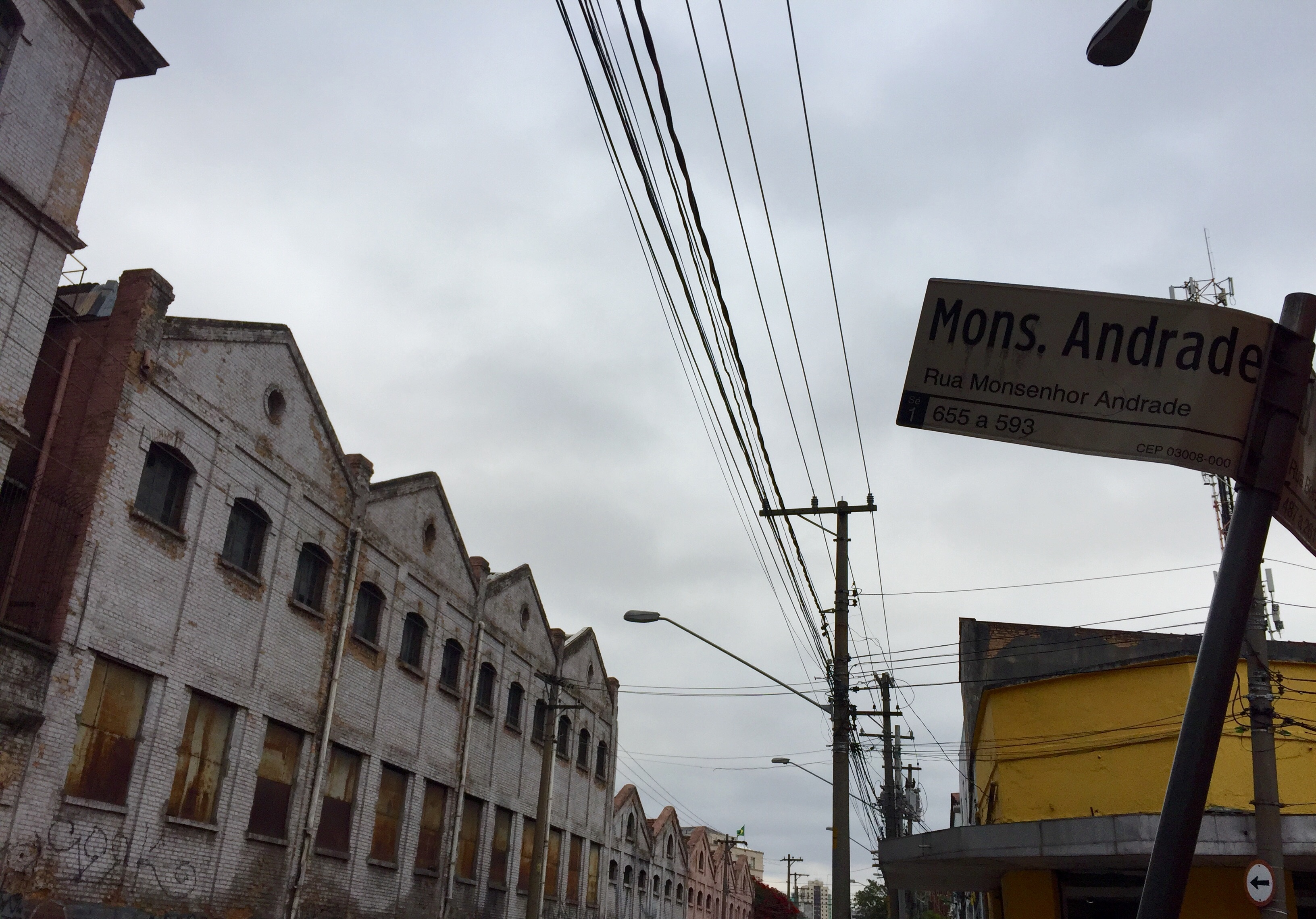
Detalhes da simetria da fachada industrial
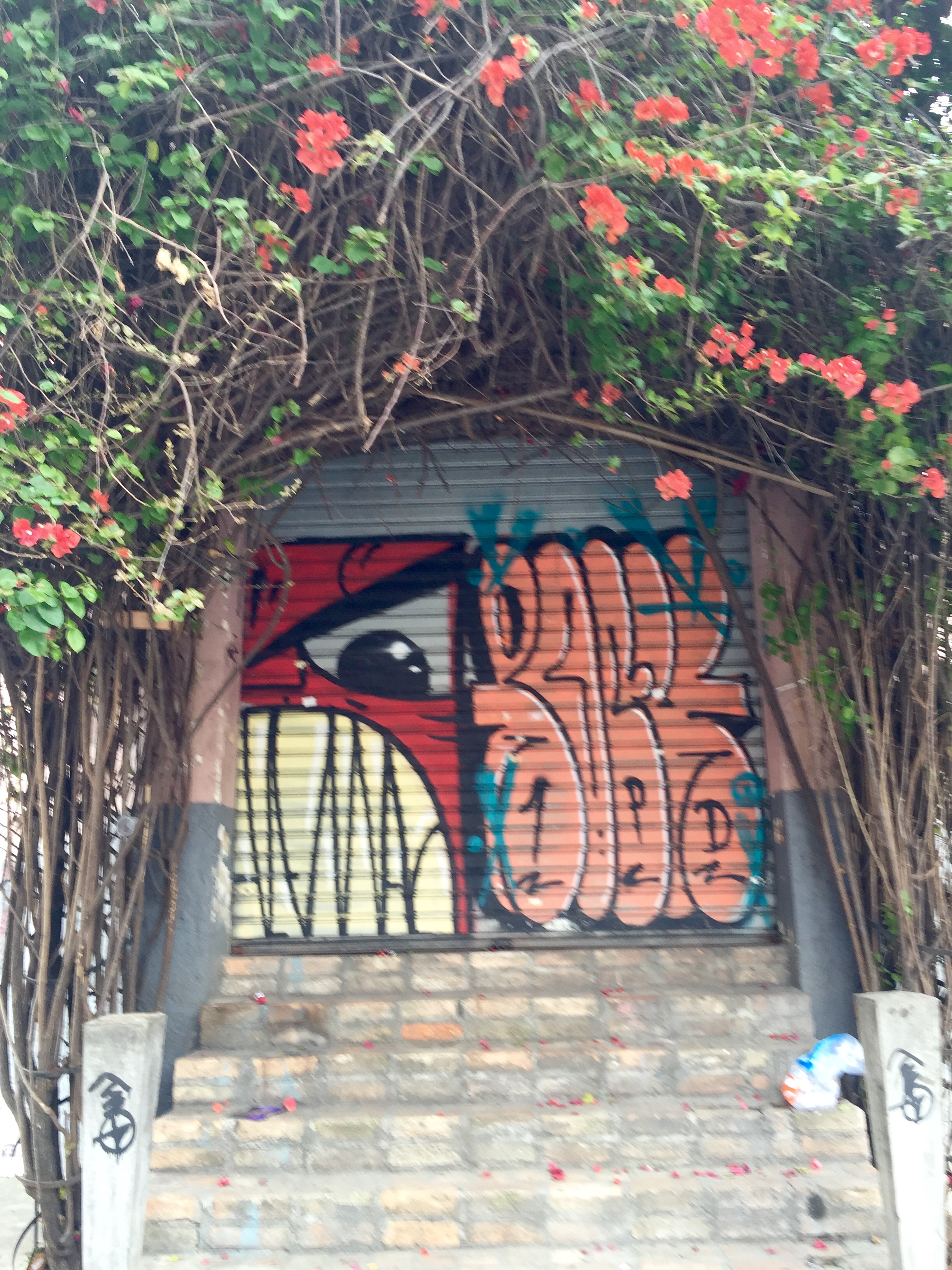
Entrada do Moinho pela rua Monsenhor de Andrade

## Ligações Externas
- Moinho Matarazzo - SP Cultura
- CONPRESP
- Indústrias Reunidas Francisco Matarazzo - São Paulo Antiga
- Mansão Matarazzo
- Departamento do Patrimônico Histórico de São Paulo
- Industrialização em São Paulo
- Brás